# Aeroportul Kangirsuk
Aeroportul Kangirsuk (IATA: YKG, ICAO: CYAS) este un aeroport din Kangirsuk⁠(d), Kativik Regional Government⁠(d), Nord-du-Québec⁠(d), Provincia Québec, Canada.
Situat la o altitudine de 124 m, aeroportul dispune de o singură pistă.